# Regione di Goondiwindi
La regione di Goondiwindi è una Local Government Area che si trova nel Queensland. Essa si estende su una superficie di 19.292,1 chilometri quadrati e ha una popolazione di 10.628 abitanti. La sede del consiglio si trova a Goondiwindi.